# Oscar Clark
Oscar Clark (Atlanta, 20 februari 1989) is een Amerikaans wielrenner die in 2017 reed voor Holowesko-Citadel Racing p/b Hincapie Sportswear.

## Carrière
In 2012 behaald Clark zijn eerste profoverwinning door de laatste etappe van de Ronde van China II op zijn naam te schrijven. In het algemeen klassement werd hij negende. Een jaar later won hij de laatste etappe in de Flèche du Sud.
In 2016 ging Clark in de eerste etappe van de Ronde van Californië in de aanval. Onderweg verzamelde hij genoeg punten om de volgende dag in de leiderstrui van het bergklassement te mogen starten. Na de tweede etappe raakte hij deze trui echter kwijt aan Evan Huffman. Na acht etappes eindigde Clark op de derde plaats in het bergklassement, met veertien punten achterstand op Huffman en één op Julian Alaphilippe. In september won Clark The Reading 120.

## Overwinningen
2012
5e etappe Ronde van China II
2013
5e etappe Flèche du Sud
2016
The Reading 120

## Ploegen
- 2010 –  Mountain Khakis fueled by Jittery Joe's
- 2011 –  Realcyclist.com Cycling Team
- 2012 –  BMC-Hincapie Sportswear Development Team (vanaf 16-8)
- 2013 –  Hincapie Sportswear Development Team
- 2014 –  Hincapie Sportswear Development Team
- 2015 –  Hincapie Racing Team
- 2016 –  Holowesko-Citadel p/b Hincapie Sportswear
- 2017 –  Holowesko-Citadel Racing p/b Hincapie Sportswear

Baker · Bezdek · Brown · Clark · Cooke · Guttenplan · Hamblen · Hekman · Hoffarth · Howe · Magner (stagiair) · Marzot · Myerson · Rosskopf · Schildge · Tietzel
Brennan · Bryon · Carpenter · Clark · Flaksis · Hornbeck · Hough · Lewis · Magner · Schmalz · Skujiņš · Smith · Squire
Brennan · Bryon · Carpenter · Clark · Flaksis · Hornbeck · Hough · Krasilnikaw · Lewis · McCabe · Rhim · Squire
Brennan · Bryon · Carpenter · Clark · Companioni · Eisenhart · Flaksis · Krasilnikaw · Lewis · Magner · Murphy · Rhim